# 陸奥守吉行

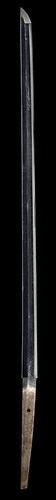
陸奥守吉行作の坂本龍馬が佩刀した「陸奥守吉行」

陸奥守 吉行（むつのかみ よしゆき、1650年 - 1710年）は、陸奥国中村（現：福島県相馬市中村）、または摂津国住吉（現：大阪府大阪市住吉区）出身の刀工。本名は森下平助。土佐に移住したことから土佐吉行とも呼ばれる。

## 経歴
同じく刀工である播磨守吉成の次男で、上野守吉国の弟。山岡家の養子となり、のち父兄ともに大坂の刀工・初代大和守吉道に入門し、作刀を修行する。土佐藩の山岡家の養子となった際に山岡姓を名乗る。
吉行は元禄年間に土佐藩に招聘され、同藩の鍛冶奉行となった。後に受領名として陸奥守を受領する。大坂にてその生涯を終えたとされている。

## 逸話
- 坂本龍馬の愛刀として遺族より京都国立博物館に寄贈されたものが吉行の研ぎ直しであることが2016年に判明した[4]。
- 大日本帝国陸軍気球隊初代隊長の河野長敏は、日露戦争時、田中館愛橘が技術顧問として製作にあたった山田猪三郎式気球の完成度に感激して、徳川家重代の吉行の銘刀を田中に贈った[5]。